# Love Me Now (John Legend)
Love Me Now è un singolo del cantautore statunitense John Legend, il primo estratto dall'album Darkness and Light (2016).

## Video musicale
Il video musicale è stato diretto da Nabil Elderkin e mostra l'amore che intercorre tra coppie di varie estrazioni culturali. Appare anche John Legend con sua moglie Chrissy Teigen e la loro figlia Luna Simone Stephens.

## Tracce
Download digitale
1. Love Me Now – 3:30

Altre versioni
1. Dave Audé Club Mix – 5:22
2. Dave Audé Instrumental – 5:22
3. Dave Audé Radio Edit – 3:39

## Classifiche
| Classifica (2016-17) | Posizione massima |
| -------------------- | ----------------- |
| Australia            | 25                |
| Austria              | 39                |
| Belgio (Fiandre)     | 19                |
| Belgio (Vallonia)    | 13                |
| Canada               | 18                |
| Francia              | 63                |
| Germania             | 28                |
| Irlanda              | 17                |
| Italia               | 36                |
| Nuova Zelanda        | 21                |
| Paesi Bassi          | 13                |
| Regno Unito          | 17                |
| Stati Uniti          | 23                |
| Stati Uniti (R&B)    | 10                |
| Svezia               | 55                |
| Svizzera             | 14                |